# Baie-Comeau flygplats
Baie-Comeau Airport (franska: Aérorport de Baie-Comeau) är en flygplats i Kanada. Den ligger i den östra delen av landet, 700 km nordost om huvudstaden Ottawa. Baie-Comeau Airport ligger 21 meter över havet.
Terrängen runt Baie-Comeau Airport är platt. Havet är nära Baie-Comeau Airport österut. Närmaste större samhälle är Baie-Comeau, 10,2 km norr om Baie-Comeau Airport. 